# جدور
جدور هي قرية وجماعة قروية تقع في إقليم اليوسفية بجهة مراكش آسفي، المغرب، وبلغ عدد سكانها 20.239 نسمة حسب الإحصاء العام للسكان والسكنى لسنة 2014.